# 托伊莫科

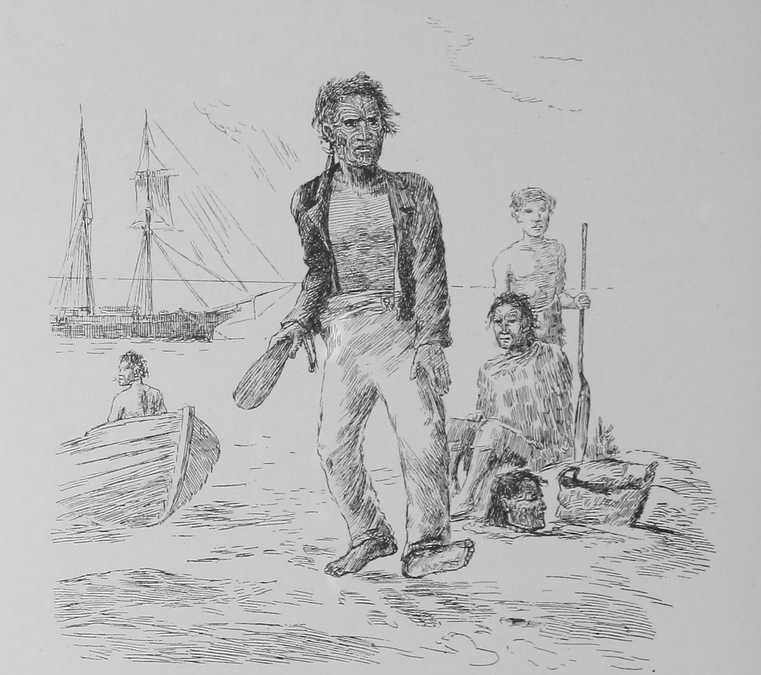
来自收藏家霍雷肖 · 戈登 · 罗布利（Horatio Gordon Robley）的一副素描，画中描述了与一位酋长在交易时对一颗“托伊莫科”头颅讨价还价的场面，酋长在当时还不断抬高其价格。

托伊莫科，又称莫科莫凯（Mokomokai），是指被经精心制作保存下来的毛利人头部。这些头颅的面部都有着毛利人传统的面部纹身（Tā moko）来装饰。在19世纪早期的火枪战争中，“托伊莫科”成为了西方社会里比较有价值的商品。

## Moko纹身
Moko面部纹身在毛利文化中一直是作为一种传统继承，直到19世纪中叶，它的此用途才开始逐渐消失，但在20世纪后期出现了些许复兴迹象。在欧洲人发现新西兰岛之前的毛利人先天文化中，Mokomokai头颅表示其崇高的社会地位。通常只有男性会有完整的面部纹身，而地位比较高的女性则在嘴唇和下巴上纹身。Moko纹身在毛利文化中也是个人与祖先之间的一种族谱继承。
在毛利社会中，Moko纹身主要用于当族群中的人升任到一定的社会地位，或是经历诸如成人礼这种生活中的重大事件时。每个Moko纹身都是独一无二的，其中包含了关于这个人的社会地位等级、部落、血统、职业和功绩等信息。获得Moko纹身的成本也很高，而且精心制作的Moko纹身通常仅限于酋长和有着高阶地位的战士。此外，设计Moko纹身的纹身师以及Moko自身的含义皆被严格的Tapu（毛利语：指精神限制，意思为禁令）和各种礼节束缚。

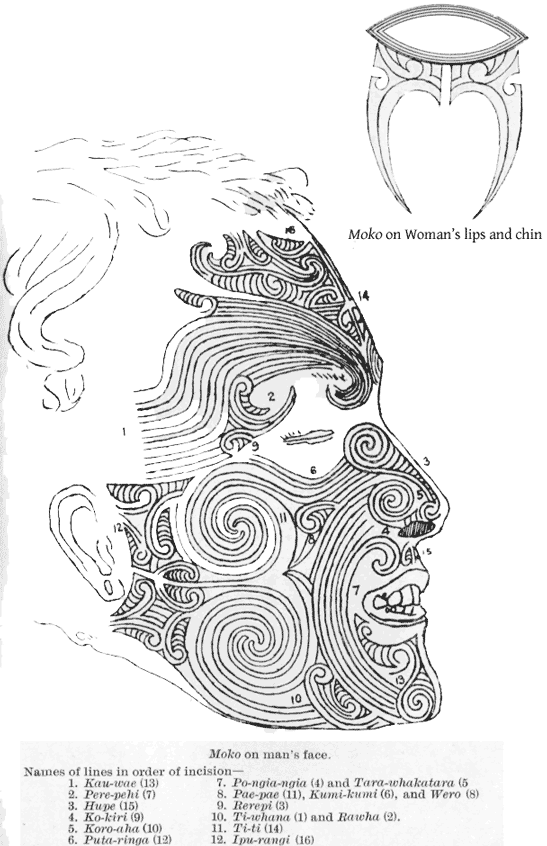
Moko纹身设计。

## Mokomokai头颅
当一位纹有Moko面部纹身的部族人死亡时，通常他的头部能很好的被保存下来。头颅里的大脑和眼睛会被首先摘除，再用亚麻纤维和胶将头颅有孔洞的地方封住。然后将头颅煮沸蒸熟，放在明火上进行熏烤，并在太阳下晒几天，最后用鲨鱼油做最后的处理。这些被保存下来的Mokomokai头颅，会被他们的家人保存在华丽的雕刻盒子里，只有在举行神圣仪式时才会被带出来。
在战斗中俘获的敌军首领头颅也会被保存下来；通常战争获取来的Mokomokai头颅被认为是战利品，会被陈列在纪念堂上并受到嘲讽。它们在交战部落之间的外交谈判中具有重要意义，归还和交换Mokomokai头颅是实现和平的必要先决条件。

## 火枪战争时期
历史上首先进行Mokomokai头颅交易的是西方殖民者约瑟夫 · 班克斯爵士，他是努力号三桅帆船（HMS Endeavour）上的植物学家，他用旧亚麻布的内衣成功换取到了一个14岁部族男孩的Mokomokai头颅。此后有人指出，这一贸易可能并不是出于自愿进行的，因为据报道，班克斯使用一把步枪瞄准一位不愿放弃祖先头颅的毛利部落酋长，逼迫他交出头颅。后来，Mokomokai头颅被当作“古玩”在各处进行交易，人们对这些头颅的迷恋开始逐渐增长。Mokomokai头颅的交易甚至超越了在火枪战争时期的火枪贸易，在火枪战争这个社会极其不稳定的时期，Mokomokai头颅成为一项商业贸易品，用途可作为古玩、艺术品和博物馆标本出售，并可以在当时的欧洲和美国卖出高价，还可以用来交换战争时期所需的武器和弹药。
由于部落对火器的需求量增大，以至于部落对他们相邻的部落发动袭击，以获得更多的头颅来为西方殖民者进行贸易。他们还在奴隶和囚犯身上进行纹身(尽管纹身上并没有真正的moko纹身图案，而是用了一些毫无意义的图案) ，以便显得他们向殖民者出售的头颅更加逼真。1820年至1831年是Mokomokai头颅贸易的巅峰时期，1831年，新南威尔士州州长颁布了一项法令，禁止在新西兰境外进行更多的商业贸易活动；19世纪30年代，由于所有幸存下来的部族皆都拥有了武器装备，所以对火器的需求变得逐年减少。1840年，《怀唐伊条约》的签署使得新西兰成为英国的殖民地，Mokomokai头颅的出口贸易实际上已被完全禁止，Mokomokai头颅在毛利社会中的使用也有所减少，尽管一些小规模贸易还是偶尔持续了几年。

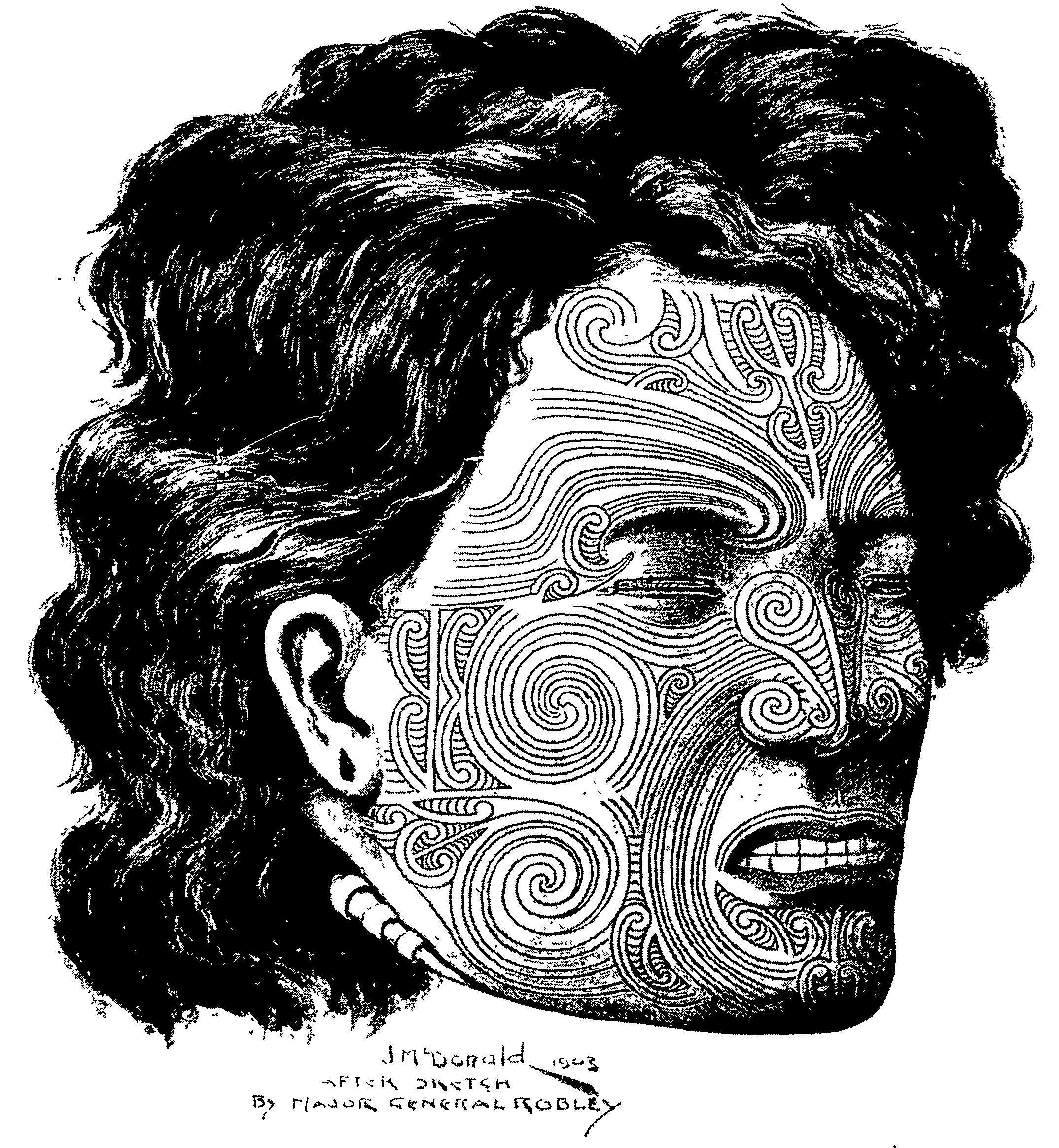
霍雷肖 · 戈登 · 罗布利收藏的一个保存完好的Mokompkai头颅插图。

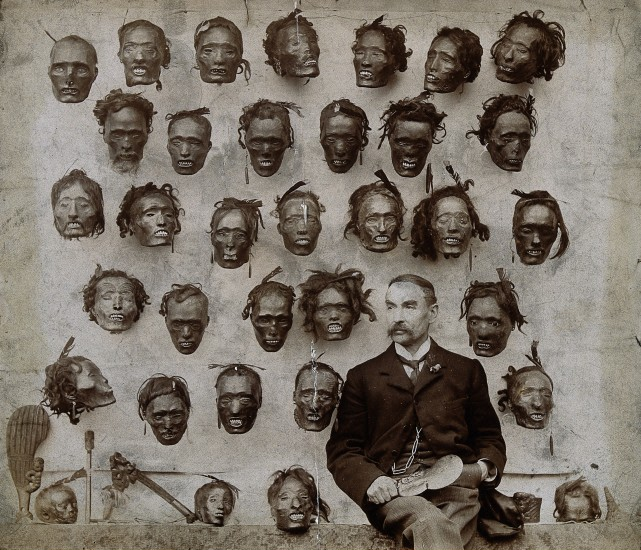
霍雷肖 · 戈登 · 罗布利与他的Mokompkai头颅珍藏品。

## 收藏家罗布利
霍雷肖 · 戈登 · 罗布利少将（Horatio Gordon Robley）是一位英国军官和艺术家，他在19世纪60年代新西兰土地战争期间在新西兰服役。他对民族学很感兴趣，并也沉迷于纹身艺术，同时他还是一名天才插图画家。他在1896年出版了关于毛利人纹身的经典著作。回到英格兰后，他收集了35-40件著名的Moko纹身，后来他提出要卖给新西兰政府。但报价被拒绝后，他的大部分藏品被卖给了美国自然历史博物馆。

## 归还
一项海外文物归还运动的发起，要求将世界各地博物馆和私人收藏的数百件Mokomokai头颅文物归还新西兰。其要求让文物归还给其亲属或存放在新西兰博物馆，但不能将之公开展出。这项运动实际上已经取得了一些成功，尽管还有许多Mokomokai头颅依然存放在海外，但这项运动仍在不断努力将更多的Mokomokai头颅送返家乡。

## 延伸阅读
- Robley, H.G. (1896). Moko; Maori Tattooing. Chapman & Hall: London. Full text （页面存档备份，存于） at the NZETC.